# Хрисанф и Дарья Римские
Хрисанф и Дария (Дарья) Римские (III век) — христианские святые, почитаемые как мученики. Память в Православной церкви совершается 19 марта (1 апреля), в Католической церкви — 25 октября.

## Жизнеописание
Хрисанф был родом из Александрии, вместе с отцом-язычником переселился в Рим, где обучался в философской школе. Во время обучения прочитал Новозаветные книги и решил стать христианином. Он нашёл скрывавшегося от гонений священника Карпофора, который несколько месяцев наставлял Хрисанфа в вере, а затем крестил, и Хрисанф стал открыто проповедовать христианство.
Отец Хрисанфа, желая вернуть его к язычеству, женил юношу на Дарии, жрице Афины Паллады, но Хрисанф обратил свою жену в христианство, и они решили вести девственную жизнь. Горожане пожаловались властям, что Хрисанф и Дария призывают к безбрачной жизни и многих смогли склонить к этому. Супруги были приведены на суд, где их подвергли истязаниям, требуя принести жертвы языческим богам. После безуспешных попыток склонить их к отречению от Христа супруги были казнены — их живых опустили в ров и засыпали камнями и землёй. Мученическую смерть Хрисанфа и Дарии относят к 283 году, в правление императора Нумериана (по другим данным, они пострадали в 256 году).
Место мученической смерти Хрисанфа и Дарии стали почитать христиане, которые собирались в пещере, расположенной рядом с местом их смерти. Однажды во время богослужения пещера по указанию правителя была засыпана землёй. В ней приняли мученическую смерть пресвитер Диодор, диакон Мариан и многие клирики. Их память совершается в один день с Хрисанфом и Дарией.

## Почитание
Святым Хрисанфу и Дарье молятся о счастье в браке, о сохранении любви и верности между супругами, о покровительстве семейному очагу. Изображения св. Дарьи часто пишут вместе с изображением льва: согласно церковному преданию, гонители отдали её в лупанар, но там её охранял посланный Богом лев. Святым Хрисанфу и Дарье посвящён храм в Ипатьевском монастыре.